# Waldmuseum Stendenitz

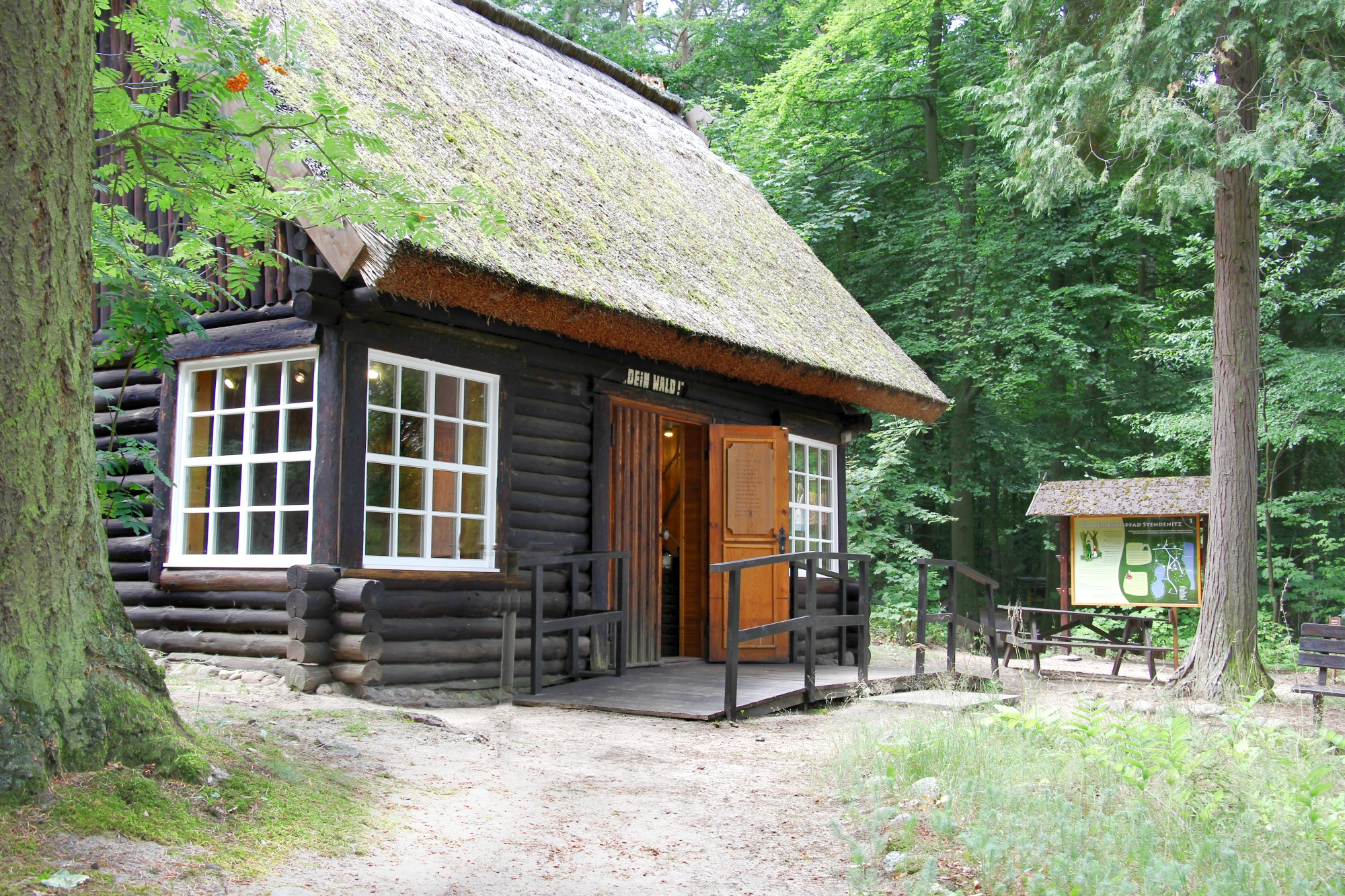
Waldmuseum Stendenitz

Das Waldmuseum Stendenitz befindet sich im Ort Stendenitz im Norden Brandenburgs inmitten der Ruppiner Schweiz nahe Neuruppin am Zermützelsee. Es ist eines der ältesten Waldmuseen Deutschlands.

## Lage
Es liegt in der Ruppiner Schweiz. Die typische Landschaft der Ruppiner Schweiz mit ihren Seen ist auf das Wirken der letzten Eiszeit zurückzuführen. In dieser Zeit bildete sich nördlich von Neuruppin eine Seenkette. Westlich vom Zermützel-, Tornow- und Kalksee entstand eine stark hügelige Landschaft, die einen vielfältigen Artenbestand aufweist. Kranich, Biber, See- und Fischadler finden hier einen Lebensraum.

## Geschichte

### Entstehung aus einer Sammlung
Das Waldmuseum Stendenitz wurde 1936 eröffnet. Gründer und Initiator war Hans Zander, der von 1929 bis 1944 Förster im Revier Rottstiel des Forstamtes Alt Ruppin war. Als aufmerksamer Beobachter im Wald sammelte er viele interessante und kuriose Dinge der Natur. Als die umfangreichen Sammlungen sein Anwesen zu sprengen drohten, bekam er das Angebot zur Nutzung eines Holzhäuschens nahe der Waldschänke Stendenitz. An diesem Ort wurde mit finanzieller Unterstützung des Gastwirtes Grothe und anderer Sponsoren durch die Forstbehörde ein schilfgedecktes Blockhaus im russischen Stile errichtet und 1936 mit der Ausstellung „Dein Wald“ eingeweiht. Um alle Sammlungen präsentieren zu können, erfolgte ein Jahr später die Erweiterung des Gebäudes. Nach Versetzung Hans Zanders in eine andere Dienststelle ging die ursprüngliche Sammlung 1944 verloren.

### Entwicklung nach dem Zweiten Weltkrieg
Nach Kriegsende nutzte man das Blockhaus als Pferdestall, Flüchtlingsheim und Ferienlager. Anlässlich einer Neuruppiner Naturschutztagung im Jahre 1951 entstand die Idee, in dem Gebäude des Waldmuseums wieder eine Ausstellung aufzubauen. Der damalige Revierförster Willi Berger übernahm diese Aufgabe.
Rekonstruiert und mit naturkundlichen Gegenständen bestückt, erfolgte 1957 die Wiedereröffnung und Integration in das Heimatmuseum Neuruppin. Die Ausstellung wurde 1959, 1967 und 1983 überarbeitet und gab einen Überblick über die in der Ruppiner Schweiz vorhandenen Waldtypen mit der dazugehörenden Tier- und Pflanzenwelt. Weiterhin bekam man einen Einblick in die Forstwirtschaft, die Holznutzung, die Jagd und den Naturschutz. Die Themen wurden unter anderem mit Pflanzen- und Tierpräparaten, Jagdwaffen, Jagdgeräten, Fotos und grafischen Darstellungen veranschaulicht.

### Veränderungen nach 1995
Der „Historische Verein der Grafschaft Ruppin e. V.“ entwickelte 1995 mit dem Heimatmuseum Neuruppin eine neue Ausstellung. Mit Unterstützung regionaler Handwerksbetriebe und Sponsoren wurde das Museum umgestaltet und im Mai 1996 wieder eröffnet. Die Erarbeitung vieler Ausstellungsinhalte und die Betreuung des Museums übernahm Werner Dumann vom Historischen Verein.
- Der erste Raum des Blockhauses zeigte die Geschichte des Waldmuseums, Informationen zur geologischen Beschaffenheit und den klimatischen Besonderheiten der umliegenden Seen. Ausführungen zum Erholungswert der Ruppiner Schweiz und zur Jagd ergänzten diesen Ausstellungsbereich.
- Der zweite Raum war überwiegend der Darstellung der Tier- und Pflanzenwelt sowie dem Natur- und Landschaftsschutz vorbehalten. Zahlreiche Tierpräparate konnten in diesem Raum betrachtet werden.

Vor dem Blockhaus stehen die vom Förster Zander gepflanzten Bäume. Unter anderem eine Scheinzypresse und eine amerikanische Coloradotanne. Außerdem gab es zwei Pflanzgärten mit typischen Kleinpflanzen des Waldes.
Ab 1998 war das Amt für Forstwirtschaft Alt Ruppin für die Belange des Waldmuseums verantwortlich (bis 1999 gemeinsam mit der Schutzgemeinschaft Deutscher Wald, Regionalverband Ruppin). Die Öffentlichkeitsarbeit wurde in dieser Zeit verstärkt. Waldführungen und Schulprojekttage unter dem Motto „Natur erleben – Natur begreifen“ gehörten zum Angebot des Waldmuseums.

## Ausstellungen
Eine neue inhaltliche Ausrichtung und Konzeption erfuhr das Waldmuseum in den Jahren 2010 und 2011. Entstanden sind die modernen Ausstellungsräume „Zanders Waldkabinett“ und „Erlebnisraum Naturspuren“ sowie ein Pavillon mit Schilfdach neben dem Museum. Die Konzeption und Gestaltung lag in der Hand des Ingenieurbüros „Natur und Bildung“ aus Dresden. Seit 2012 wird das Waldmuseum von der Oberförsterei Neuruppin des Landesbetrieb Forst Brandenburg betreut.
- Zanders Waldkabinett ist einem Försterbüro nachempfunden. Hier sind interessante Details aus Zanders Leben zu finden. Im Förstersekretär darf gestöbert, in der Hörecke gelauscht und der Tresor geknackt werden.
- Der Erlebnisraum Naturspuren führt durch die Lebensräume der Ruppiner Schweiz und regt zur Spurensuche an. Hier lässt sich bei einem Hörspiel der Aufregung von Zanders Tochter Waldtraut bei einer Nachtwanderung nachfühlen. Dabei kommt man verborgenen Tieren ganz nah.

## Walderlebnispfad
In der Nähe des Waldmuseums Stendenitz wurde 1960/61 vom Naturschutzbeauftragten des Kreises Herbert Vollrath in Zusammenarbeit mit dem Revierförster Heinz Neumann ein Naturlehrpfad angelegt. Dieser zeigte die natürlichen Wechselbeziehungen verschiedener Lebensräume auf. Die Broschüre „Wegweiser durch das Waldmuseum und den Naturlehrpfad“ gab mit Angaben zu den Pfadmarkierungen die notwendige Orientierung während der Besichtigung. Anlässlich des Museumumbaus 1996 erfolgte eine Ergänzung des Lehrpfades und die Errichtung einiger Thementafeln.
Im Frühjahr 2013 entstand durch das Ingenieurbüro „Natur und Bildung“ aus Dresden und der Oberförsterei Neuruppin ein Walderlebnispfad. Die Wegführung folgt größtenteils dem ursprünglichen Rundgang. An jeder Station gibt es einen fiktiven Dialog zwischen Förster Zander und seiner Tochter aus dem sich eine Aufgabe für den Waldbesucher ergibt: